# Christian Siegmund Krause
Christian Siegmund Krause (* Februar oder März 1758 oder 1. Dezember 1758 in Rasenitz; † 25. Februar 1829) war ein deutscher Jurist.

## Leben
Nach dem Jura-Studium wurde Krause Privaterzieher in Kassel und anschließend in Dieskau Privatsekretär von Carl Christoph von Hoffmann, dem Kanzler der Universität Halle. Nach einer Zeit als Lehrer am Pädagogium in Halle wurde er Referendar bei der Kriegs- und Domänenkammer Bayreuth, wo er 1804 eine Stelle als Kammerassessor erhielt. Hier war er gleichzeitig als königlich-bayerischer Regierungs- und weltlicher Konsistorialrat tätig.
Krause verfasste zahlreiche juristische, kameralistische, philosophische, politische und literarische Werke. 1783 veröffentlichte er anonym einen Aufsatz, in dem er den Büchernachdruck verteidigte.

## Schriften (Auswahl)
- Uber den Büchernachdruck. In: Deutsches Museum, 1783, Bd. 1, S. 400–430; 487–515.
- Ueber kirchliche Gewalt: Nach Moses Mendelssohn. Mylius, Berlin 1786 (Digitalisat).
- An die Grosen: Zwei briefe über den bisherigen zustand von Frankreich. Aus dem Französischen übersetzt, mit einigen anmerkungen des Uebersetzers, [Leipzig] 1789 (Digitalisat).
- (Hrsg.): Allgemeingültiges Gesellschaftsgesangbuch. Johann Andreas Lübeck Erben, Bayreuth 1799 (Digitalisat).
- (Hrsg.): Sammlung sämmtlicher Verordnungen für die Königl. Preus. Provinzen in Franken seit ihrer Vereinigung mit dem Preusischen Staate. Lübeck, Bayreuth 1802 (Digitalisat).
- Briefe über Ansbach und dessen Schicksal. o.O 1803.
- (Hrsg.): Der Ansbach-Baireutische Armenfreund. Baireut 1804–1805 (Digitalisat).
- Harl Er und über Ihn: Mit einem amtlichen Berichte über Gemeinheitsteilungen; Eine unentbehrliche Beilage zu dem unentbehrlichen Kameralkorrespondenten... . Spindler, Kulmbach 1808.
- Über Büchernachdruck. Macklot, Stuttgart 1817.